# 安達曼海灣無鰭鰩
安達曼海灣無鰭鰩（学名：Sinobatis andamanensis），為軟骨魚綱鰩目無鰭鰩科的一種。分布於東印度洋安達曼海海域，深度508至518公尺，本魚圓盤相對較窄，其前眼眶寬度為嘴寬的3.7-4.9倍，吻尖且相當長，尖端略呈球根狀，還有一根短的細絲，尾鰭細長，上下顎齒排23-29，胸鰭條66-72，背部和腹面顏色均呈藍色，背部皮膚較暗且不透明，腹面幾乎透明，體長可達37.9公分，棲息在大陸坡沙泥底質海域，為深海底棲性魚類，屬肉食性，生活習性不明。